# Zebrabärbling
Der Zebrabärbling (Danio rerio, Syn.: Brachydanio rerio, im Laborjargon wegen des englischen Namens zebrafish auch als Zebrafisch bezeichnet) ist ein Fisch aus der Familie der Karpfenfische (Cyprinidae). Er wurde erstmals 1822 beschrieben und erfreut sich seit Anfang des 20. Jahrhunderts weltweit großer Beliebtheit als Aquarienzierfisch.

## Verbreitung
Beheimatet sind Zebrabärblinge im Stromgebiet des Ganges in Pakistan, Nordindien, Südnepal und Bangladesch, wo sie in langsam fließenden oder stehenden Gewässern, wie zum Beispiel Reisfeldern, leben. Durch wahrscheinlich von Fischfarmen stammende Exemplare haben sich Zebrabärblinge auch in US-amerikanischen Gewässern angesiedelt.

## Merkmale
Der Zebrabärbling hat einen langgestreckten, schlanken, seitlich nur wenig abgeflachten Körper und erreicht eine Maximallänge von 5 cm.
Der Rücken der Fische ist olivbraun, der Bauch gelbweiß. Die Seiten sind von einem gelblichen Silber und dabei „zebrafellartig“ (Name) von blau irisierenden, schwarzen Längsbinden durchzogen, die vom Hinterrand des Kiemendeckels bis auf die Schwanzflosse reichen. Auch Afterflosse und Kiemendeckel sind kontrastreich in graublau und blassgelb gestreift bzw. gefleckt. Brust- und Bauchflossen sind farblos. Das Maul ist leicht oberständig. Es wird von zwei Paaren von Barteln flankiert. Die Oberkieferbarteln reichen bis zum vorderen Augenrand, die längeren Unterkieferbarteln bis zur Mitte der Kiemendeckel. Eine sichtbare Seitenlinie fehlt. Weibchen sind fülliger, werden etwas größer und sind blasser gefärbt.
- Flossenformel: Dorsale 2/7, Anale 2/13.

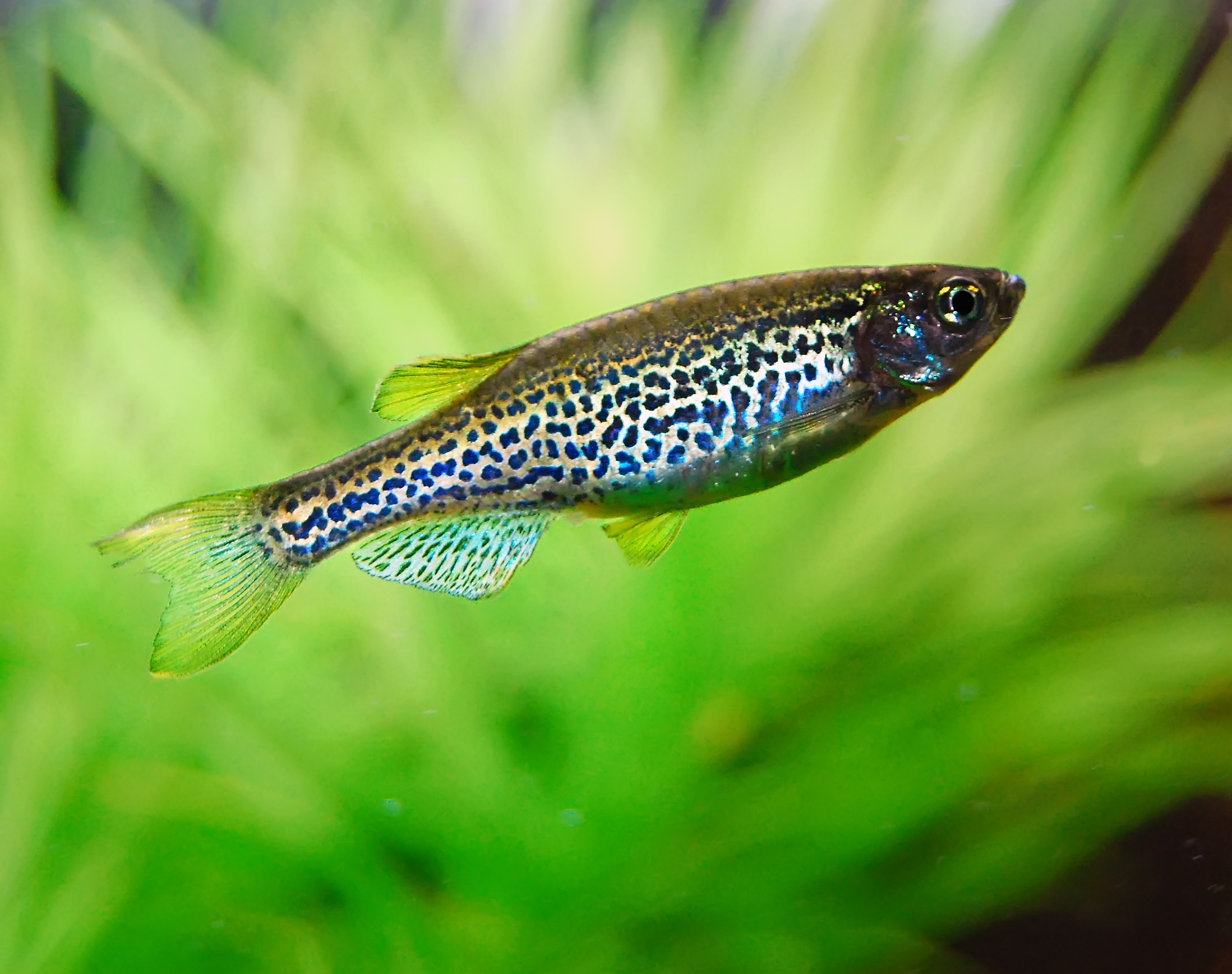
Leopardbärbling

- Schuppenformel: mLR 26–28.
- Wirbelzahl: 31–32.

## Leopardbärbling
Der Leopardbärbling ist eine Mutante des Zebrabärblings, bei der die blauen Streifen in einzelne Punkte aufgelöst sind. Bei dem betroffenen Gen handelt es sich um connexin 41.8, das für ein Gap-Junction-Protein codiert. Er wurde als Danio frankei (Meinken, 1963) beschrieben, aber von der Fachwelt nicht als eigenständige Art anerkannt. Da die Fische zuerst in einem Prager Aquarium gefunden wurden, ist es auch umstritten, ob es sich um eine natürliche Population oder vielmehr um eine Zuchtform handelt.

## Modellorganismus
Wegen folgender Eigenschaften ist der Zebrabärbling zu einem erfolgreichen und weit verbreiteten Modellorganismus in der Genetik und Entwicklungsbiologie geworden:
- Die Embryonen entwickeln sich vollständig außerhalb der Mutter.
- Die Embryonen sind durchsichtig: Alle Zellen sind bis in frühe Larvenstadien sichtbar.
- Die Embryonen sind groß genug, um klassische Transplantationsexperimente an den Zebrabärbling anzupassen: Einzelne Zellen oder Zellverbände können entfernt oder in einen anderen Embryo transplantiert werden.
- Als  diploider Organismus eignet er sich hervorragend für genetische Analysen und Screens, da
  - er einen kurzen Generationszyklus hat: Mit zwölf bis 16 Wochen sind die Tiere geschlechtsreif.
  - Zebrabärblinge bei idealen Bedingungen regelmäßig große Mengen an Eiern legen: Ein Weibchen kann wöchentlich bis zu 300 Eier ablaichen.
  - die Haltung wenig Platz in Anspruch nimmt: Seine kleine Größe und seine genügsamen Ansprüche an Wasser, Futter und Beckengröße machen den Zebrabärbling zu einem vergleichsweise preiswerten Labortier.
  - vielfältige und effiziente Methoden zur Mutagenese und zum Screenen nach Mutanten etabliert worden sind: Methoden wurden entwickelt, um die Ploidie (die Anzahl homologer Chromosomensätze) des Zebrabärblings zu verändern; verschiedene Mutageneseprotokolle wurden etabliert und Screening-Methoden entwickelt, die es erlauben, nicht nur Mutanten mit morphologisch sichtbaren Entwicklungsdefekten zu isolieren, sondern auch Mutanten mit äußerlich nicht sichtbaren physiologischen Veränderungen oder Veränderungen im Verhalten zu entdecken.
- Der Organismus hat die Fähigkeit, wichtige Organe des Körpers nachwachsen zu lassen:
  - Die Herzen von Zebrafischen können abgestorbenes Gewebe in kurzer Zeit nachbilden. Im Versuch konnten den Tieren dabei operativ bis zu 20 Prozent des Muskelgewebes entfernt werden.
  - Abgetrennte Flossen können mit Hilfe speziell aktivierter Osteoblasten durch nachwachsende Flossen ersetzt werden.[5][6]

Nicht minder wichtig ist schließlich, dass sich viele der beim Zebrabärbling gewonnenen entwicklungsbiologischen Erkenntnisse auf den Menschen übertragen lassen. Dementsprechend werden Zebrabärblingmutanten als Tiermodelle für genetische Erkrankungen des Menschen herangezogen.
Derzeit (2021) untersucht eine Wissenschaftlergruppe an der University of Adelaide Prozesse um die Energieerzeugung in Gehirnzellen.  Hier werden Mutationen bezüglich der Umwandlung von Sauerstoff in Energie in den Gehirnzellen von Zebrabärblingen erwirkt, worauf Rückschlüsse bei der Entstehung von Demenzkrankheiten bei Menschen, wie zum Beispiel Alzheimer gezogen werden können.

## Haltung
Da es sich bei Zebrabärblingen um Schwarmfische handelt, wird eine Haltung in Gruppen von mindestens acht Tieren empfohlen. Zebrabärblinge lassen sich mit anderen Fischen und Aquarienbewohnern vergesellschaften. Die Haltung ist auch in kaltem Wasser ab ca. 18–20 °C möglich. Zebrabärblinge vermehren sich jedoch nicht oder nur eingeschränkt, wenn die Wassertemperatur außerhalb des Bereichs von 25 bis 31 °C liegt.

## Brachydanio-rerio-Strain Tübingen
Der Brachydanio rerio strain Tübingen ist eine prinzipiell auch wild vorkommende Mutation des Zebrabärblings, die im Max-Planck-Institut für Entwicklungsbiologie in Tübingen durch Inzucht in 7000 separaten Aquarien gezüchtet wird. Die Fische werden beispielsweise zu wissenschaftlichen Untersuchungen des Augeninnendrucks eingesetzt.

## Leuchtende Zebrabärblinge
Im Jahre 2003 kamen in den USA unter dem Markennamen GloFish Zebrabärblinge als Aquarienfische in den Handel, denen aus Quallen gewonnene Fluoreszenz-Gene (siehe Grün fluoreszierendes Protein) eingepflanzt worden waren. In der Europäischen Union sind Vertrieb und Zucht dieses nicht zugelassenen gentechnisch veränderten Organismus strafbar.